# Mirko Žaja
Mirko Žaja (18. siječnja 1988.), hrvatski nogometaš
Prve nogometne korake napravio je u Hajdukovoj omladinskoj školi sa 6 godina.
Prošao je cijelu Hajdukovu školu, bio standardan u svim postavama mlađih kategorija. U svojoj generaciji 1988. bio je ponajbolji igrač i strijelac uz Kalinića, Ljubičića i druge.
Početkom 2007. godine s Hajdukom potpisuje profesionalni ugovor i biva proslijeđen na posudbu u HNK Šibenik. U tom je klubu zabilježio jedan prvenstveni nastup. Po završetku sezone odlazi u NK Mosor i postiže 3 pogotka u 23 nastupa.
Nakon što je proveo prvi dio sezone 2008./2009. u Hajdukovoj drugoj momčadi, u siječnju 2009. odlazi na posudbu do kraja sezone u slovenski NK Primorje Ajdovščina.Nakon epizode u Sloveniji vraća se u NK Mosor gdje mu na kraju sezone ističe ugovor s matičnim klubom.Kao slobodan igrač prelazi u NK Solin.

## U Hajduku
Jedini službeni nastup za Hajduk ima za Kup utakmicu 18. rujna 2006 protiv Mladosti, kad ulazi kao zamjena P. Munhozu, koju je Hajduk dobio s 0:3 pogocima Vučka i Ljubičića. U pret prijateljskih utakmica za hajduk dao je 1 gol.
Statistika u Hajduku
| Natjecanje        | Nastupi | Zgoditci |
| ----------------- | ------- | -------- |
| Prvenstvo         | 0       | 0        |
| Kup               | 1       | 0        |
| Superkup          | 0       | 0        |
| Međunarodne       | 0       | 0        |
| Splitski podsavez | 0       | 0        |
| Ukupno            | 1       | 0        |
| Prijateljske      | 5       | 1        |
| Sveukupno         | 6       | 1        |

## Vanjske poveznice
- transfermarkt.de[neaktivna poveznica]

1. ↑  Profili svih igrača – Statistika na službenim stranicama HNK Hajduka. hajduk.hr. HNK Hajduk Split.